# Hydrozagadka
Hydrozagadka – polska komedia fantastycznonaukowa z 1971 w reżyserii Andrzeja Kondratiuka, utrzymana w konwencji groteski, parodii filmów sensacyjnych i opowieści komiksowych o superbohaterach.

## Opis fabuły
W Warszawie podczas największych upałów znika woda. Naukowiec, profesor Milczarek, bezskutecznie próbuje rozwiązać zagadkę znikającej wody. Pomocą służy mu superbohater o kryptonimie As, który podejmuje walkę z tajemniczym, demonicznym przeciwnikiem. Trop prowadzi do złoczyńcy Doktora Plamy, który prowadzi lewe interesy z maharadżą pustynnego Kaburu .

## Obsada
- Józef Nowak – Jan Walczak / superbohater As
- Wiesław Michnikowski – profesor Milczarek
- Roman Kłosowski – książę maharadża Kaburu
- Zdzisław Maklakiewicz – Doktor Plama
- Bolesław Kamiński – „Malutki”, człowiek Plamy
- Ewa Szykulska – panna Jola
- Tadeusz Pluciński – pan Jurek, brunet z samochodem
- Wiesław Gołas – taksówkarz
- Jerzy Turek –  dróżnik
- Iga Cembrzyńska – prezenterka czołówki / kelnerka
- Wiesława Mazurkiewicz – kwiaciarka
- Franciszek Pieczka – marynarz
- Jerzy Dobrowolski – tłumacz
- Wojciech Pokora – kreślarz
- Czesław Lasota – kreślarz
- Wojciech Rajewski – kolega z pracy
- Witold Skaruch – kolega z pracy
- Jerzy Duszyński –  docent Frątczak
- Andrzej Kondratiuk – woźnica

## Produkcja

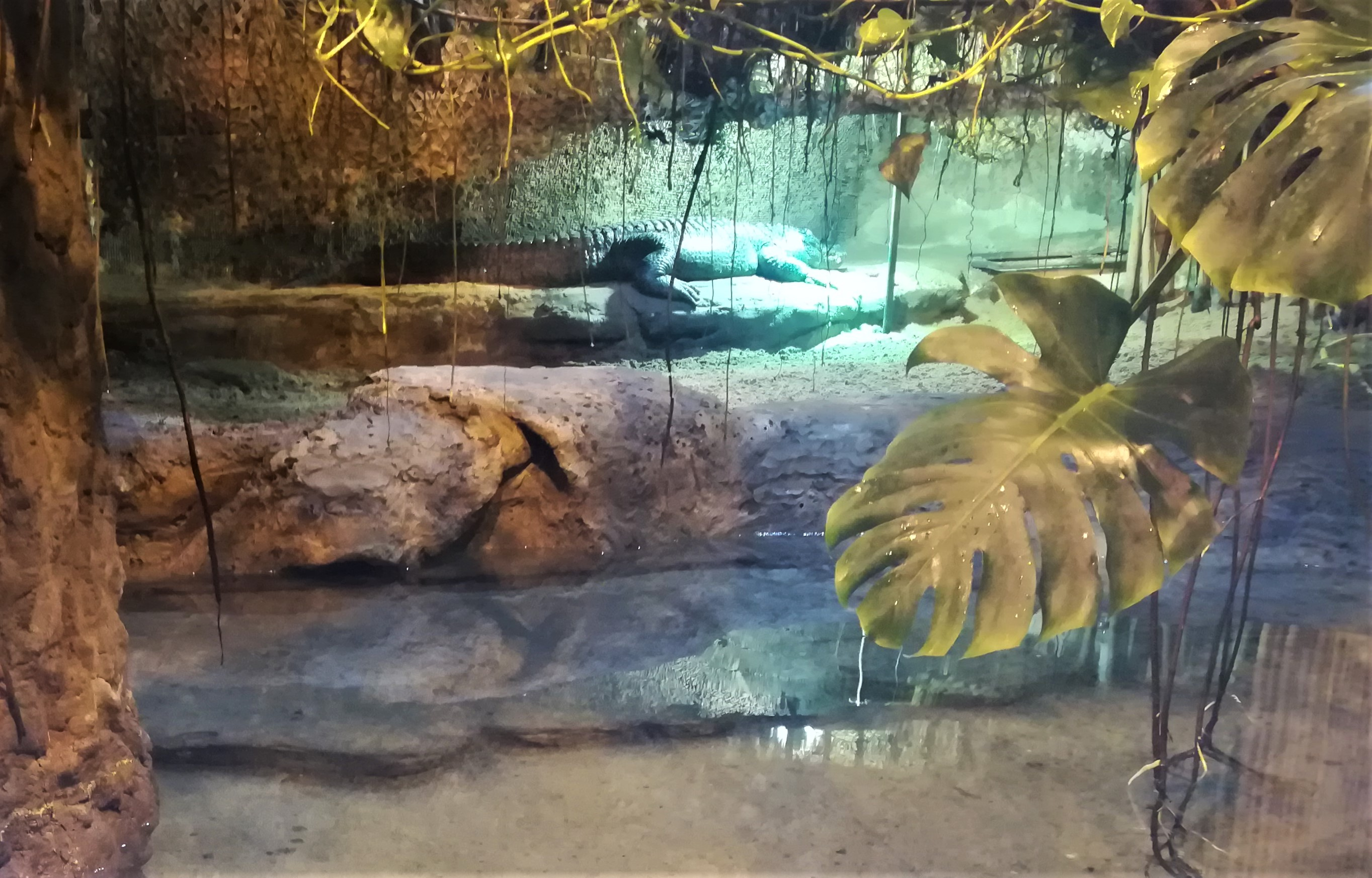
Aligatorzyca Marta (w filmie krokodyl Hermann, ZOO w Płocku, 2020)

Hydrozagadka została wyprodukowana przez Zespół Filmowy „Plan”. Reżyserem filmu był Andrzej Kondratiuk, który napisał doń scenariusz wraz z Andrzejem Bonarskim. Zdjęcia do filmu zrealizował Zygmunt Samosiuk, a montażu dokonała Jadwiga Zajiček. Muzykę do Hydrozagadki skomponował Waldemar Kazanecki. Listę płac na początku filmu melorecytowała Iga Cembrzyńska, późniejsza żona Kondratiuka (zabrakło bowiem funduszy na tłoczenie napisów).
W rolę Asa wcielił się Józef Nowak, członek PZPR i odtwórca głównej roli w socrealistycznych filmach Celuloza i Pod gwiazdą frygijską. Jak wspominał Kondratiuk, Nowak bawił się swoim partyjnym emploi: „Grał brawurowo, nie chciał nawet, żeby nasz wspaniały kaskader […] go dublował […]. Józek był wzorem bohatera pozytywnego. On, partyjny towarzysz, bawił się jednak świetnie przy kręceniu tego filmu”. Rolę adwersarza Asa wykonał z kolei Zdzisław Maklakiewicz, jedna z głównych postaci znanego filmu Rejs (1970) Marka Piwowskiego. Maklakiewicz wsławił się cytowanymi później przez widzów kwestiami filmowymi takimi jak „Jestem bezwzględnie inteligentny” oraz „Komary rypią, przejdźmy do środka”. W filmie wystąpiła też aligatorzyca Marta (ur. 1930), która zagrała krokodyla Hermanna. Zwierzę żyje nadal w Ogrodzie Zoologicznym w Płocku.

## Odbiór

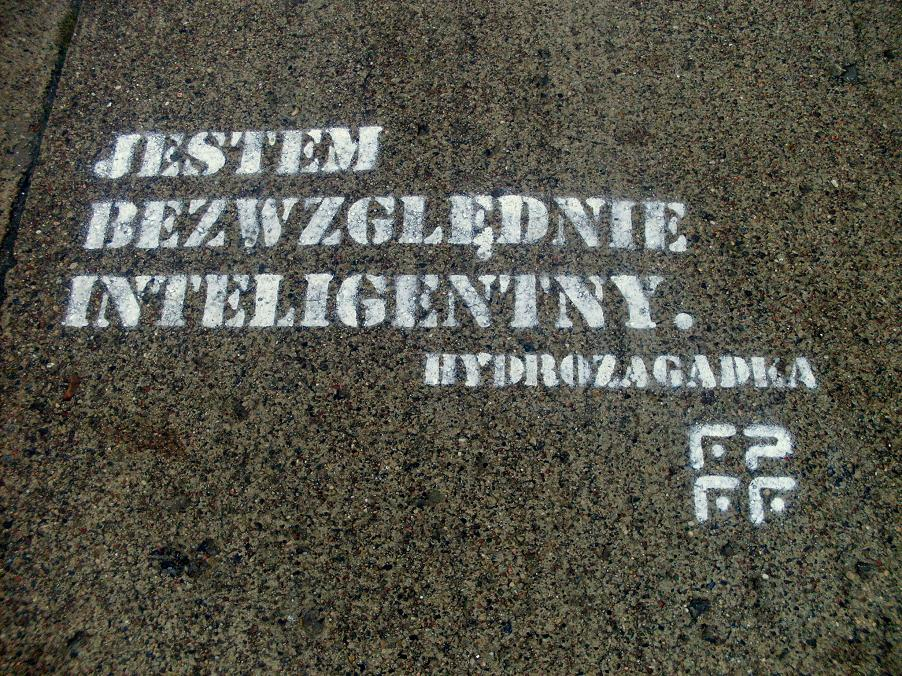
Cytat z filmu

Robert Birkholc w 2017 pisał, iż jednym z celów Kondratiuka było wyśmianie oficjalnej kultury socjalistycznej:

Postaci w Hydrozagadce są parodią bohaterów znanych z kina socrealistycznego i kryminałów milicyjnych: z jednej strony mamy tu złowieszczego przybysza z zagranicy, polskiego zdrajcę, oraz playboya zapatrzonego w kulturę zachodnią, z drugiej nieskazitelnego pod względem moralnym obrońcę społeczeństwa Asa. Slogany wypowiadane z patosem przez superherosa („To alkohol – największa trucizna!”, „Ważne jest przestrzeganie przepisów BHP, zwłaszcza na kolei!”) jako żywo przypominają hasła lansowane w oficjalnej kulturze. Kondratiuk bezlitośnie wyśmiewa naiwną peerelowską dydaktykę .